# The Take (film 2004)
(Tagline originale del film e la sua traduzione italiana.)
The Take è un documentario canadese del 2004 diretto dal giornalista canadese Avi Lewis e dalla scrittrice Naomi Klein, autrice del bestseller internazionale No logo.
Il documentario racconta un aspetto poco noto della vita sociale argentina dopo lo sfascio economico del 2001 seguito alle politiche liberiste di Carlos Menem: l'occupazione di alcune fabbriche da parte degli operai, che, dopo averle rimesse in funzione, le gestiscono in cooperativa.